# Anostirus gracilicollis
Anostirus gracilicollis là một loài bọ cánh cứng trong họ Elateridae. Loài này được Stierlin miêu tả khoa học năm 1896.